# Carlos Cuéllar
Carlos Javier Cuéllar Jimenez, född den 23 augusti 1981 i Madrid, är en spansk före detta fotbollsspelare. Hans position var central försvarare, men han kunde även spela högerback. 
När han spelade för Rangers FC under säsongen 2007-2008 blev han utsedd till säsongens bästa spelare i den skotska ligan.